# SeaWorld Orlando

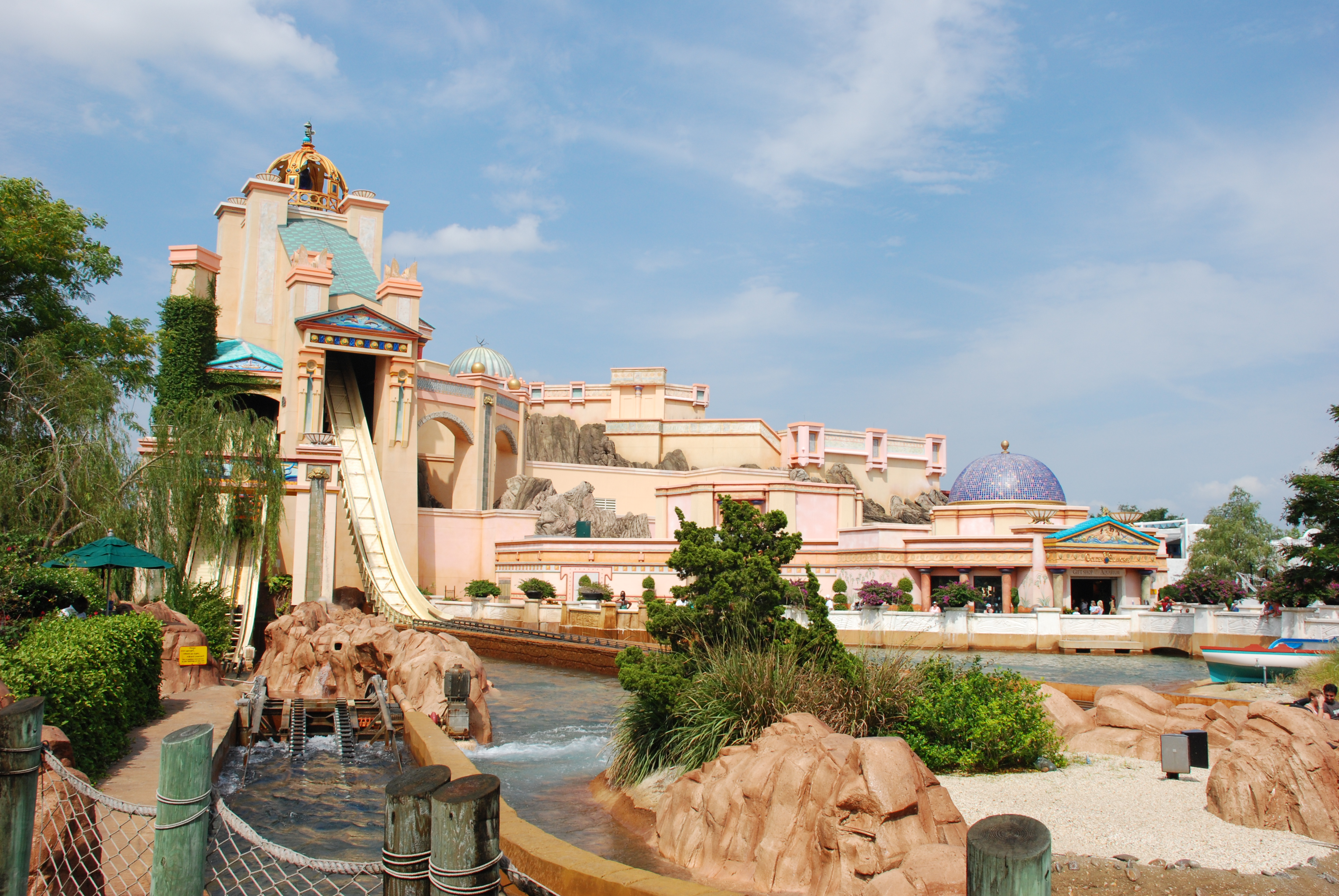
De attractie Journey to Atlantis

SeaWorld Orlando is een attractiepark in Orlando te Florida. SeaWorld Orlando is opgedeeld in 2 delen: een dierendeel en een attractiedeel. Beide delen vormen één park.

## Attracties
Voorbeelden van attracties in SeaWorld.
| Naam                              | Openingsjaar | Attractietype      | Bouwer               |
| --------------------------------- | ------------ | ------------------ | -------------------- |
| Mako                              | 2016         | Hypercoaster       | Bolliger & Mabillard |
| Journey to Atlantis               | 1998         | Waterachtbaan      | MACK Rides           |
| Kraken                            | 2000         | Vloerloze achtbaan | Bolliger & Mabillard |
| Manta                             | 2009         | Vliegende achtbaan | Bolliger & Mabillard |
| Shamu Express                     | 2006         | Stalen achtbaan    | Zierer               |
| Antarctica: Empire of the Penguin | 2013         | Trackless darkride |                      |
| Infinity Falls                    | 2018         | Rapid river        | Intamin              |

## Dierenpark
Het dierenpark bestaat uit shows en verblijven.

### Shows

#### One Ocean
Deze show wordt alleen opgevoerd met orka's.

#### The Shamu Story
Deze show wordt alleen tijdens het hoogseizoen opgevoerd. In deze show geven trainers uitleg over het werken met orka's en hoe de training om te komen tot bepaalde gedragingen wordt aangepakt.

#### Shamu Rocks
De Shamu Rocksshow vindt alleen 's avonds plaats en wordt opgevoerd met orka's. De orka's vertonen kunstjes terwijl er rockmuziek wordt afgespeeld. In de zomer wordt aan het einde van de show het finalelied van de show Blue Horizons afgespeeld en is er vuurwerk te zien.

#### Blue Horizons
In deze show treden tuimelaardolfijnen, Indische grienden en tropische vogels samen met acrobaten op. De show gaat over een meisje Marina, die de geheimen van de zee ontdekt en in deze wereld wordt meegenomen.

#### Sea Lions HIGH
In deze komedieshow worden er scènes uit andere shows geïmiteerd door zeeleeuwen, otters en hun trainers.

### Dieren
- Orka's
- Dolfijnen
  - Tuimelaars
  - Kortsnuitdolfijnen
  - Indische grienden
- Walrussen
- Witte dolfijnen
- Californische zeeleeuwen
- Rivierotters
- Overige zeedieren en exotische vogels

## Incidenten
- Op 5 juli 1999 werd het naakte, dode lichaam van Daniel Dukes gevonden op de rug van de orka Tilikum. Waarschijnlijk was de man na sluitingstijd in het park gebleven en is gaan zwemmen met Tilikum. Pas de volgende ochtend werd zijn lichaam gevonden: hij had meerdere botbreuken en verwondingen, maar de precieze rol van Tilikum is niet bekend. SeaWorld geeft aan dat Daniel door verdrinking of onderkoeling is gestorven. Dit is de 2e keer dat Tilikum in gevangenschap betrokken is bij een menselijk overlijden.[bron?]
- Op 1 april 2005 ramde de orka Taku een van zijn trainers tijdens de show.[bron?]
- In januari 2008 doet de orka Takara een breakdance op het platform, hierbij raakt haar staart het gezicht van een trainster en de trainster valt van de slide out.[bron?]
- Op 24 februari 2010 kwam orkatrainster Dawn Brancheau om het leven tijdens een sessie met Tilikum. Tilikum greep de arm van Dawn en sleurde haar mee door het water en verwondde haar. Dit was de derde keer dat Tilikum in gevangenschap betrokken was bij een menselijk overlijden. Na dit incident is er een documentaire gemaakt over de incidenten met Tilikum, genaamd Blackfish.[bron?]